# سندرم خستگی مزمن
نشانگان خستگی مزمن (CFS)، آنسفالومیلیت میالژیک (ME) نیز نامیده می‌شود، یک بیماری پزشکی پیچیده، خسته‌کننده و طولانی‌مدت است که با علائم و معیارهای اولیه مورد نیاز تشخیص داده می‌شود، که اغلب شامل طیف وسیعی از علائم است. تشخیص به صورت تشدید علایم پس از فعالیت فیزیکی جزئی یا فعالیت ذهنی گذاشته می‌شود و به عنوان ضعف و بدن درد پس از فعالیتی (PEM) نیز شناخته می‌شود؛ این اختلال ظرفیت انجام کارهایی را که قبل از بیماری معمول بودند کاهش می‌دهد. اختلالات خواب : 7  عدم تحمل ارتواستاتیک (مشکل نشستن و ایستادن) و اختلال عملکرد شناختی نیز از موارد تشخیصی هستند. سایر علائم شایع ممکن است شامل سیستم‌های متعدد بدن باشد و درد مزمن نیز شایع است.
در حالی که علت آن درک نشده است، مکانیسم‌های پیشنهادی شامل استرس‌های بیولوژیکی ، ژنتیکی، عفونی و جسمی یا روانی مؤثر بر بیوشیمی بدن هستند. تشخیص براساس علائم بیمار است زیرا هیچ آزمایش تشخیصی تأیید شده‌ای در دسترس نیست. خستگی در CFS به دلیل فعالیت مداوم شدید نیست، با استراحت خیلی برطرف نمی‌شود و به دلیل شرایط پزشکی قبلی نیست. خستگی در بسیاری از بیماری‌ها یک علامت شایع است، اما خستگی و شدت غیرقابل توجیه اختلال عملکرد در CFS در بیماری‌های دیگر نسبتاً نادر است.
افراد مبتلا به CFS ممکن است با گذشت زمان بهبود یابند یا بهتر شوند، اما برخی از آنها به مدت طولانی تحت تأثیر شدید هستند و ممکن است از کار افتادگی پیدا کنند. هیچ روش درمانی یا دارویی برای درمان علت بیماری تأیید نشده است. درمان در علائم‌شناسی است. مرکز کنترل و پیشگیری بیماری توصیه می‌کند برای جلوگیری از بدتر شدن علائم (مدیریت فعالیت‌های شخصی) را انجام دهد. شواهد محدود نشان می‌دهد که rintatolimod، مشاوره و ورزش درجه‌بندی شده به برخی از بیماران کمک می‌کند.
حدود ۱٪ بیماران در نظام مراقبت‌های اولیه CFS دارند. تخمین میزان بروز بسیار متفاوت است زیرا مطالعات اپیدمیولوژیک بیماری را به‌طور غیر متفاوتی تعریف می‌کنند. تخمین زده شده است که ۸۳۶۰۰۰ تا ۲٫۵ میلیون آمریکایی و ۲۵۰٬۰۰۰ تا ۱٬۲۵۰٬۰۰۰ نفر در انگلستان CFS دارند. CFS در زنان ۱٫۵ تا ۲ برابر مردان رخ می‌دهد. این بیماری معمولاً بزرگسالان بین ۴۰ تا ۶۰ سال را درگیر می‌کند. ممکن است در سنین دیگر، از جمله کودکی، رخ دهد. مطالعات دیگر حاکی از آن است که حدود ۰٫۵٪ از کودکان CFS دارند و این شیوع در نوجوانان بیشتر از کودکان کم سن است. : 182  سندرم خستگی مزمن دلیل اصلی غیبت در مدرسه است. : 183  CFS باعث کاهش سلامتی، شادی و بهره‌وری می‌شود. اما در جنجال‌های مربوط به سندرم خستگی مزمن|مورد بسیاری از جنبه‌های این اختلال اختلاف نظر وجود دارد. پزشکان، محققان و طرفداران بیمار اسامی مختلف و معیارهای تشخیصی را ترویج می‌کنند. شواهد دلایل و معالجه پیشنهادی اغلب ضعیف یا متناقض است.

## علایم و نشانه‌ها
مراکز کنترل و پیشگیری بیماری‌های ایالات متحده (CDC) این معیارها را برای تشخیص توصیه می‌کند:
1. توانایی انجام فعالیتهای معمول نسبت به قبل از بیماری بسیار کاهش یافته است. این افت سطح فعالیت همراه با خستگی رخ می‌دهد و باید شش ماه یا بیشتر طول بکشد.
2. بدتر شدن علائم پس از فعالیت بدنی یا ذهنی که قبل از بیماری مشکلی ایجاد نمی‌کرد. پیش‌بینی میزان فعالیتی که ممکن است باعث تشدید بیماری شود برای فرد دشوار است و این کاهش اغلب ۱۲ تا ۴۸ ساعت پس از فعالیت بروز می‌کند.[۲۰] «عود» یا «سقوط» ممکن است روزها، هفته‌ها یا بیشتر طول بکشد. این به عنوان بیماری پس از ورزش نیز (PEM) شناخته می‌شود.
3. مشکلات خواب. مردم هنوز هم ممکن است احساس خستگی پس از خواب شبانه کافی داشته باشند، یا ممکن است برای بیدار ماندن، خواب رفتن یا در خواب ماندن تلاش زیادی بکنند.

علاوه بر این، یکی از علائم زیر باید وجود داشته باشد:
- مشکلات تفکر و حافظه (اختلال عملکرد شناختی، گاهی به عنوان «مه مغزی» توصیف می‌شود)
- در حالت ایستاده یا نشسته سبکی سر، سرگیجه، ضعف، غش یا تغییرات بینایی ممکن است رخ دهد (عدم تحمل ارتواستاتیک)

### سایر علایم شایع
سیاری، اما نه همه افراد مبتلا به ME / CFS گزارش می‌دهند:
درد عضلانی، درد مفصل بدون تورم یا قرمزی و سردرد
گره‌های لنفاوی حساس در گردن یا زیر بغل
گلو درد
سندرم روده تحریک‌پذیر
لرز و تعریق شبانه
آلرژی و حساسیت به غذاها، بوها، مواد شیمیایی، نورها یا سر و صدا
تنگی نفس
ضربان قلب نامنظم
CDC پیشنهاد می‌کند افرادی که علائمی شبیه CFS دارند، برای رد چندین بیماری قابل درمان با پزشک مشورت کنند: بیماری لایم، «اختلالات خواب، اختلال افسردگی اساسی، سو مصرف الکل / مواد ، دیابت شیرین، کم‌کاری تیروئید، مونونوکلئوز (مونو)، لوپوس، مولتیپل اسکلروزیس (MS)، هپاتیت مزمن و بدخیمی‌های مختلف». داروها همچنین می‌توانند عوارض جانبی ایجاد کنند که علائم CFS را تقلید می‌کند. حساسیت مرکزی یا افزایش حساسیت به محرک‌های حسی مانند درد در CFS مشاهده شده است. حساسیت به درد بعد از ورزش افزایش می‌یابد، که برعکس الگوی طبیعی است.

## شروع علایم
شروع تدریجی یا ناگهانی بیماری ممکن است اتفاق بیفتد و مطالعات نتایج متفاوتی دارند که در چه حالتی بیشتر اتفاق می‌افتد.

## عملکرد جسمانی
ظرفیت عملکردی افراد مبتلا به CFS بسیار متفاوت است. برخی از افراد مبتلا به CFS زندگی نسبتاً طبیعی دارند. برخی دیگر کاملاً وابسته به تخت خواب هستند و نمی‌توانند از خود مراقبت کنند. برای اکثر افراد مبتلا به CFS، کار، مدرسه و فعالیتهای خانوادگی برای مدت طولانی به‌طور قابل توجهی کاهش می‌یابد. شدت علائم و معلولیت بدون توجه به جنسیت یکسان است و بسیاری از افراد درد مزمن شدیدی را تجربه می‌کنند. افراد گزارش می‌کنند که میزان فعالیتهای بدنی بسیار مهم است. همچنین، کاهش پیچیدگی فعالیت مشاهده شده است. اختلال گزارش شده با سایر شرایط خسته کننده پزشکی از جمله ایدز مرحله پایانی، لوپوس، آرتریت روماتوئید، بیماری انسدادی مزمن ریوی (COPD) و بیماری کلیوی در مرحله نهایی قابل مقایسه است. CFS بیشتر از شرایط پزشکی مانند بیماری مولتیپل اسکلروزیس، نارسایی احتقانی قلب یا دیابت نوع II بر وضعیت عملکرد و رفاه فرد تأثیر می‌گذارد. اغلب، دوره‌های بهبودی و عود علائم رخ می‌دهد، که مدیریت بیماری را دشوار می‌کند. افرادی که برای یک دوره احساس بهتر می‌کنند ممکن است بیش از حد فعالیت خود را افزایش دهند و نتیجه آن می‌تواند بدتر شدن علائم آنها با عود بیماری باشد.
حدود ۲۵٪ از افراد مبتلا به CFS در طول بیماری خود، اغلب برای دهه‌ها، برای مدت طولانی در خانه یا در بستر هستند. : 32  حدود ۷۵٪ به دلیل بیماری قادر به کار نیستند. بیش از نیمی از آنها از مزایای معلولیت یا مرخصی استعلاجی موقت برخوردار بودند و کمتر از یک پنجم تمام وقت کار می‌کردند. کودکانی که با CFS بیمار می‌شوند، دلیل اصلی عدم حضور در مدرسه هستند. : 183 
افراد مبتلا به CFS در پرسشنامه کیفیت زندگی SF-36، به ویژه در زیر مقیاس‌های مربوط به نشاط، عملکرد جسمی، سلامت عمومی، نقش جسمی و عملکرد اجتماعی، امتیازات خود را کاهش داده‌اند. با این حال، مقیاس‌های زیر برای «نقش عاطفی» و سلامت روان در بیماران CFS با کنترل‌های سالم سازگار بودند و نه به‌طور قابل توجهی پایین‌تر. هزینه‌های مراقبت‌های بهداشتی مستقیم فقط در ایالات متحده سالانه بین ۹ تا ۱۴ میلیارد دلار تخمین زده می‌شود.

## عملکرد شناختی
اختلال عملکرد شناختی به دلیل تأثیر منفی آن بر عملکرد شغلی و اجتماعی، یکی از جنبه‌های ناتوان کننده CFS است. ۵۰ تا ۸۰ تخمین زده می‌شود که افراد مبتلا به CFS از نظر شناختی دارای مشکلات جدی هستند. علائم شناختی عمدتاً به دلیل کمبود توجه، حافظه و زمان واکنش است. توانایی‌های شناختی اندازه‌گیری شده در زیر مقادیر طبیعی پیش‌بینی شده است و احتمالاً بر فعالیت‌های روزمره تأثیر می‌گذارد. به عنوان مثال، افزایش اشتباهات رایج، فراموش کردن کارهای برنامه‌ریزی شده یا مشکل در پاسخ دادن هنگام صحبت با آنها مشاهده می‌شود.
سرعت پردازش اطلاعات ساده و پیچیده مستلزم داشتن حافظه کاری در مدت زمان طولانی، متوسط تا بسیار کم نقص دارند. این کمبودها به‌طور کلی با ادراکات بیمار سازگار است. به نظر نمی‌رسد توانایی‌های ادراکی، سرعت حرکتی، زبان، استدلال و هوش تغییر چشمگیری داشته باشد. هنگامی که وضعیت بهداشت ضعیف تری گزارش می‌شود، ادراک شخص از مشکلات شناختی خود اغلب بیشتر است. عملکرد بدنی بهتر در مبتلایان به CFS با مشکل بینایی و ادراکی و شکایات مربوط به پردازش زبان کمتری همراه است.

## علل
علت CFS ناشناخته است. تصور می‌شود که عوامل ژنتیکی، فیزیولوژیکی و روانشناختی برای ایجاد و تداوم شرایط با هم کار می‌کنند. گزارش سال ۲۰۱۶ مؤسسه پزشکی بیان می‌کند که CFS یک بیماری مبتنی بر بیولوژیک است، اما این ناهنجاری‌های بیولوژیکی حساس و خاص نیستند تا به عنوان یک تشخیص مفید باشند.
از آنجا که ممکن است به عنوان یک بیماری شبیه آنفلوانزا با شروع ناگهانی شروع شود، علل مختلف عفونی ارائه شده است، اما شواهد برای حمایت از چنین علتی کافی نیستند. عفونت‌های پیشنهادی شامل مونونوکلئوز، کلامیدوفیلا پنومونیه، ویروس هرپس انسانی ۶ و بیماری لایم است. ممکن است التهاب در آن دخیل باشد. غالباً، این بیماری یک بیماری ویروسی مانند مونونوکلئوز یا ورم معده و روده را به دنبال خواهد داشت.
این اختلال در زنان بیشتر از مردان وجود دارد. یک متاآنالیز بزرگ در سال ۲۰۲۰ تخمین زده است که بین ۱٫۵ تا ۲٫۰ برابر موارد بیشتر زنان هستند. این بررسی تصدیق کرد که تعاریف موردی مختلف و روشهای تشخیصی در مجموعه داده‌ها دامنه وسیعی از میزان شیوع را به همراه دارد. CDC تخمین می‌زند که CFS در زنان چهار برابر بیشتر از مردان رخ می‌دهد. این بیماری می‌تواند در هر سنی رخ دهد، اما بیشتر در افراد بین ۴۰ تا ۶۰ سال است. CFS در میان کودکان و نوجوانان کمتر از بزرگسالان است.
به نظر می‌رسد خویشاوندان خون کسانی که CFS دارند بیشتر مستعد هستند، و این بدان معناست که عوامل ژنتیکی ممکن است خطر ابتلا به بیماری را افزایش دهند.

## عفونت‌های ویروسی و سایر عفونت‌ها
اصطلاح سندرم خستگی پس از ویروس (PVFS) برای توصیف علائم CFS مانند که پس از عفونت ویروسی رخ می‌دهد استفاده می‌شود. در یک بررسی اخیر مشخص شد که فعالیت آنتی‌بادی ویروس Epstein-Barr (EBV) در بیماران مبتلا به CFS بیشتر است و احتمالاً زیرمجموعه ای از بیماران مبتلا به CFS فعالیت EBV را در مقایسه با گروه شاهد افزایش می‌دهند. عفونت ویروسی یک فاکتور خطر قابل توجه برای CFS است، با یک مطالعه که ۲۲٪ از افراد مبتلا به ویروس اپشتین بار شش ماه بعد خستگی را تجربه کرده‌اند و 9% CFS دقیق تعریف شده است.

## تشخیص
هیچ نوع ناهنجاری آزمایشگاهی مشخصی برای تشخیص CFS تأیید نشده است. در حالی که ناهنجاریهای جسمی یافت می‌شود، هیچ یافته‌ای برای تشخیص کافی نیست. خون، ادرار و سایر آزمایش‌ها برای رد سایر شرایطی که می‌توانند مسئول علائم باشند استفاده می‌شود. CDC اظهار می‌دارد که برای کمک به تشخیص باید سابقه پزشکی گرفته شود و معاینه ذهنی و جسمی انجام شود.

## تشخیص‌های افتراقی
برخی از شرایط پزشکی می‌توانند باعث خستگی مزمن شوند و باید قبل از تشخیص CFS رد شوند. کم‌کاری تیروئید، کم خونی، بیماری سلیاک (که می‌تواند بدون علائم دستگاه گوارش اتفاق بیفتد)، دیابت و برخی اختلالات روان‌پزشکی تعدادی از بیماری‌هایی هستند که در صورت بروز علائم در بیمار باید رد شوند. سایر بیماری‌ها، که توسط مراکز کنترل و پیشگیری بیماری‌ها ذکر شده است، شامل بیماری‌های عفونی (مانند ویروس اپشتین بار، آنفلوانزا، عفونت HIV، سل، بیماری لایم)، بیماری‌های اعصاب و غدد درون ریز (مانند تیروئیدیت، بیماری آدیسون، نارسایی آدرنال، بیماری کوشینگ))، بیماری‌های خونی (مانند بدخیمی غیبی، لنفوم)، بیماری‌های روماتولوژیک (مانند فیبرومیالژیا، درد روماتیسمی پلی میالژی، سندرم شوگرن، آرتریت تمپورال، پلی میوزیت، درماتومیوزیت)، بیماری‌های روانی (مانند اختلال دو قطبی، اسکیزوفرنی، اختلال هذیان، زوال عقل، بی اشتهایی / پرخوری عصبی)، بیماری‌های عصبی-روانشناختی (مانند آپنه انسدادی خواب، پارکینسونیسم، مولتیپل اسکلروزیس) و موارد دیگر (مانند انسداد بینی در اثر آلرژی، سینوزیت، انسداد آناتومیک، بیماری‌های خود ایمنی، برخی بیماری‌های مزمن، سو مصرف الکل یا مواد، داروسازی) عوارض جانبی، قرار گرفتن در معرض فلزات سنگین و سمیت، نوسان وزن مشخص شده بدن) سندرم‌های Ehlers Danlos (EDS) نیز ممکن است علائم مشابهی داشته باشند.

## مدیریت علایم
هیچ درمان دارویی، درمان قطعی برای CFS وجود ندارد اگرچه داروهای مختلفی مورد بررسی قرار گرفته یا در دست بررسی هستند. گزارش سال ۲۰۱۴ که توسط آژانس تحقیقات و کیفیت بهداشت تهیه شده است، حاکی از آن است که تغییرات زیادی در مدیریت بیمار وجود دارد، بسیاری از آنها رویکردی چند جانبه در درمان دریافت می‌کنند و هیچ دارویی توسط سازمان غذا و داروی آمریکا (FDA) برای این دارو تأیید نشده است. درمان ME / CFS، اگرچه چندین مورد خارج از برچسب استفاده شده است. این گزارش به این نتیجه رسید که اگرچه مشاوره و ورزش درمانی درجه‌بندی (GET) فوایدی را نشان داده است، اما این مداخلات به اندازه کافی مورد مطالعه قرار نگرفته‌اند تا برای همه افراد آسیب دیده توصیه شود. این گزارش ابراز نگرانی کرد که به نظر می‌رسد GET با علائم بدتر در برخی از افراد همراه است. CDC دیگر این مداخلات را توصیه نمی‌کند و شواهدی از آسیب بیمار وجود دارد.
راهنمای CDC برای مدیریت CFS بیان می‌کند که اگرچه درمانی وجود ندارد، تعدادی از روش‌ها ممکن است علائم را بهبود ببخشند. راهکارهای درمانی برای مشکلات خواب، درد، (افسردگی، استرس و اضطراب) سرگیجه و سبکی سر (عدم تحمل ارتاستاتیک) و مشکلات حافظه و تمرکز برشمرده می‌شوند. سایر موضوعات مفید ذکر شده که ممکن است بیماران و پزشکان در مورد آنها بحث کنند شامل نظارت دقیق و کنترل فعالیت برای جلوگیری از بدتر شدن علائم، مشاوره برای مقابله با تأثیر بیماری بر کیفیت زندگی، تغذیه مناسب و مکمل‌های تغذیه ای است که ممکن است به کاهش علایم کمک کند

### قدم زدن
گام برداشتن یا مدیریت فعالیت، یک استراتژی مدیریت بیماری است که بر اساس مشاهده علائم به‌دنبال اعمال ذهنی یا جسمی افزایش می‌یابد و برای CFS در دهه ۱۹۸۰ توصیه می‌شود. اکنون معمولاً به عنوان یک استراتژی مدیریتی در بیماری‌های مزمن و دردهای مزمن استفاده می‌شود.
دو شکل آن عبارتند از: قدم زدن مشروط به علائم، جایی که تصمیم به توقف (و استراحت یا تغییر فعالیت) با آگاهی از خود در مورد تشدید علائم تعیین می‌شود. و گام به گام مشروط به زمان، که توسط یک برنامه مشخص از فعالیتهایی تعیین می‌شود که بیمار تخمین می‌زند قادر به انجام آنها بدون تحریک بیماری پس از حرکت (PEM) باشد؛ بنابراین، اصل قدم زدن در CFS جلوگیری از فشار بیش از حد و تشدید علائم است. هدف آن درمان کل بیماری نیست. کسانی که بیماری آنها پایدار به نظر می‌رسد ممکن است به تدریج میزان فعالیت و ورزش را افزایش دهند، اما طبق اصل قدم زدن، اگر مشخص شود که از حد مجاز خود عبور کرده‌اند، باید استراحت کنند. استفاده از دستگاه اندازه‌گیری ضربان قلب با ضربان قلب برای کنترل و کنترل سطح فعالیت توسط تعدادی از گروه‌های بیمار و راهنمای NICE 2007 انگلیس توصیه می‌شود.

### ورزش
حرکات کششی، تمرین‌های حرکتی و تمرینات تقویت کننده برای درد در بیماران مبتلا به CFS توصیه می‌شود و داروهای ضد درد نیز پیشنهاد می‌شود. در بسیاری از بیماری‌های مزمن، ورزش هوازی مفید است، اما در سندرم خستگی مزمن، CDC آن را توصیه نمی‌کند. CDC بیان می‌دارد:
"هر فعالیت یا برنامه تمرینی برای افراد مبتلا به ME / CFS باید با دقت و با در نظر گرفتن هر بیمار طراحی شود. در حالی که ورزش‌های هوازی شدید می‌تواند برای بسیاری از بیماری‌های مزمن مفید باشد، بیماران مبتلا به ME / CFS چنین روال‌های ورزشی را تحمل نمی‌کنند. توصیه‌های استاندارد ورزشی برای افراد سالم می‌تواند برای بیماران مبتلا به ME / CFS مضر باشد. با این حال، مهم است که بیماران مبتلا به ME / CFS فعالیتهایی را انجام دهند که بتوانند تحمل کنند. . "

### مشاوره
CDC اظهار می‌دارد که مشاوره ممکن است به بیماران کمک کند تا با درد ناشی از CFS کنار بیایند و گفتگو با یک مشاور حرفه ای یا درمانگر ممکن است به افراد کمک کند تا علائم مؤثر بر کیفیت زندگی روزمره را به‌طور موثرتری کنترل کنند.

### تغذیه
یک رژیم غذایی مناسب کمک قابل توجهی در سلامتی هر فرد می‌کند. مشاوره پزشکی در مورد رژیم غذایی و مکمل‌ها برای افراد مبتلا به CFS توصیه می‌شود. افراد مبتلا به CFS ممکن است از یک رژیم غذایی متعادل و نظارت صحیح بر حمایت غذایی در صورت شناسایی کمبودها با آزمایش پزشکی بهره‌مند شوند. خطرات مکمل‌های غذایی شامل تداخل با داروهای تجویز شده است.

## روش‌های درمانی

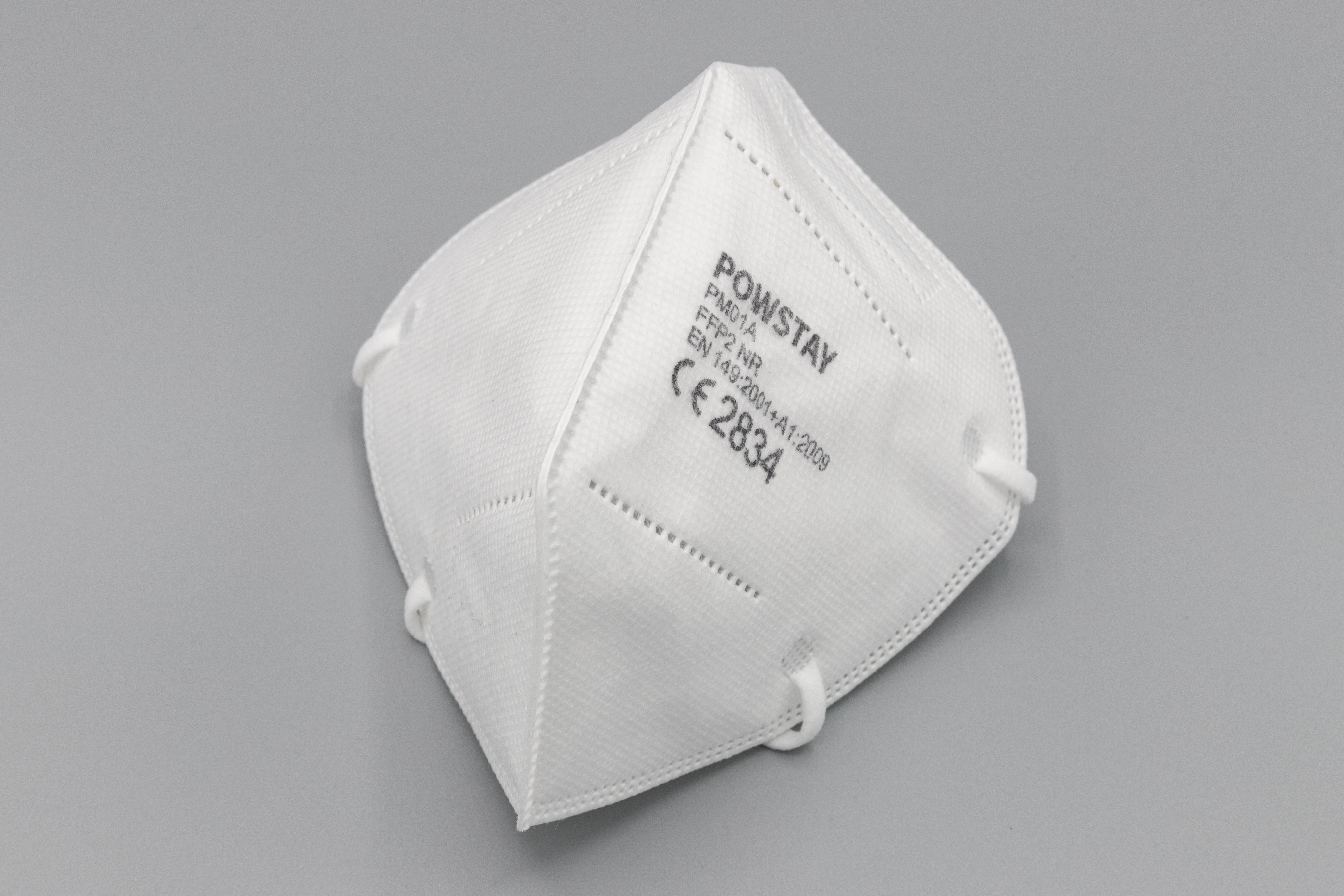
درمان شناختی رفتاری

### درمان شناختی رفتاری
CDC اظهار می‌دارد که صحبت با یک درمانگر ممکن است به افراد کمک کند تا با این بیماری کنار بیایند. گزارش سال ۲۰۱۵ م Instسسه ملی بهداشت به این نتیجه رسید که اگرچه مشاوره و روشهای درمانی رفتاری می‌تواند برای برخی افراد مزایایی داشته باشد، اما ممکن است در کیفیت زندگی بهبود نداشته باشد و به دلیل این محدودیت، چنین روشهای درمانی نباید به عنوان یک درمان اصلی در نظر گرفته شوند، بلکه باید فقط به عنوان یکی از مولفه‌های رویکرد وسیع تر استفاده شود. همین گزارش اظهار داشت که اگرچه رویکردهای مشاوره ای در برخی از اقدامات خستگی، عملکرد و بهبود کلی فایده داشته است، اما این رویکردها در زیرگروه‌های جمعیت CFS وسیعتر به اندازه کافی مورد مطالعه قرار نگرفته‌اند. نگرانی بیشتر بیان شد که گزارش اثرات منفی تجربه شده توسط بیماران تحت مشاوره و رفتار درمانی ضعیف بوده است.

### ورزش درمانی درجه‌بندی شده
در برخی از بیماران علائم نقص عملکرد سیستم اعصاب خودگردان dysautnomia و POTS وجود دارد و در برخی بیماران علائم میالوپاتی هم دیده می‌شود. بسیاری از بیماران سندرم ماست سل فعال mast cell activation sydrome دارند و همچنین در درصد قابل ملاحظه ای از مبتلایان مشکلات مربوط به بافت‌های همبندی مانند سندرم اهلرز دانلوس EDS دیده می‌شود. با پیدایش مفهوم stretch myelopathy یا کشش طولی نخاع در سال ۲۰۰۵ توسط دکتر هندرسون و همچنین اختراع دستگاه‌های ام ار ای نشسته که امکان عکس‌برداری از بیمار در حالت نشسته و در موقعیت‌های مختلف گردن (فلکشن و اکستنشن) را می‌دهد گزارش‌های متعددی ثبت شده مبنی بر اینکه تعداد زیادی از مبتلایان در واقع مشکلات زیربنایی مربوط به نخاع گردن و ساقه مغز مانند بی‌ثباتی مفصل جمجمه-مهره اول یا مهره ۱-مهره ۲ یا بی‌ثباتی در مهره‌های پایین‌تر گردن دارند که منجر به کشیده شدن نخاع در طول خود بر اثر حرکات روزمره گردن می‌شود. برخی مبتلایان، تنگی کانال نخاعی ناشی از بیرون زدگی دیسک compressive myelopathy یا کایفوسیس (انحنای برعکس گردن) combined myelopathy یا مشکلاتی ازین دست دارند؛ و جالب توجه است که این بیماران پس از عمل جراحی فیوژن مهره‌های بی‌ثبات یا تعویض دیسک درمان شده‌اند. البته این مسئله می‌تواند یکی از علل باشد و نیاز به ارزیابی بیشتر در این مورد وجود وارد.

## علائم
1. تشدید خستگی خصوصاً بعد از فعالیت بدنی یا ذهنی (احساس ضعف و بیماری و سرگیجه که گاه تا هفته‌ها و ماه‌ها طول می‌کشد)
2. سرگیجه و سنگینی سر و گیجی (مه مغزی)
3. ضعف شدید خصوصاً پس از بیدار شدن در صبح
4. سردردهای مزمن و جابه‌جا شونده
5. خستگی و التهاب مزمن چشم و تاری دید و حساسیت چشم به نور
6. اشکال در به خواب رفتن و بیدار شدن متوالی در شب
7. حساسیت به تغییرات دما (حساسیت به گرمای تابستان یا سرمای زمستان)
8. تشنگی شدید و احتیاج به دفع سریع ادرار
9. حمله‌های پانیک خصوصاً پس از مصرف داروهای شیمیایی یا گیاهی خاص (به دلیل به هم خوردن تعادل اعصاب سمپاتیک و پاراسمپاتیک)

علائم و نشانه‌های گفته شده در تمام بیماران مبتلا به این سندرم دیده شده، اما در بعضی از بیماران، نشانه‌های دیگری نیز شناخته شده که این نشانه‌ها عبارتند از:
- افت فشار خون و افزایش ضربان قلب هنگام ایستادن (افزایش ضربان بیش از ۳۰ بار در دقیقه پس از برخاستن)
- احساس گر گرفتگی پس از مصرف خوراکی‌های انرژی زا
- سرد شدن دست و پا (سندرم رینو) و عرق کردن دست و پاها هنگام سرد بودن
- پرش‌های عضلانی غیرارادی
- لرزش پاها هنگام ایستادن و احساس نداشتن تعادل (خصوصا هنگام بسته بودن چشم‌ها) و افت جریان خون مغزی
- فیبرومیالژیا (دردهای مزمن و جابه‌جا شونده در عضلات و مفاصل)
- آلرژی و حساسیت به غذا (عموما خوراکی‌های حاوی هیستامین)، الکل، عطر، مواد شیمیایی، دارو و سر و صدا و نور
- نامنظمی ضربان قلب
- افسردگی، عدم تحمل استرس، عصبانیت، ترس، زودرنجی و احساس تباهی و مرگ
- درد در ناحیه پشت سر و زیر جمجمه یا گردن
- دردهای شکمی، تهوع، اسهال و نفخ (سندرم روده تحریک پذیر)

در سال ۲۰۱۷ فیلم مستندی به نام Unrest در مورد این بیماری ساخته شد. سازنده این مستند جنیفر بریا دانشجوی سابق دانشگاه هاروارد است که با شروع این بیماری مجبور به ترک تحصیل می‌شود و این فیلم را بر روی تخت خواب خود از طریق ارتباط اینترنتی با سایر بیماران در سایر نقاط جهان می‌سازد. این فرد در اواخر سال ۲۰۱۸ مبتلا به عدم تعادل جمجمه و گردن Cranio Cervical Instability تشخیص داده شد و تحت عمل جراحی قرار گرفت و اکنون در حال بهبودی است.